# Oreogeton clausus
Oreogeton clausus är en tvåvingeart som beskrevs av Collin 1933. Oreogeton clausus ingår i släktet Oreogeton och familjen Oreogetonidae. Inga underarter finns listade i Catalogue of Life.